# Själevad
Själevad ist der Hauptort des Kirchspiels Själevad der schwedischen historischen Provinz Ångermanland, mit der Hauptkirche Själevads kyrka. Es liegt am See Själevadsfjärden, zirka 6 km westlich des Zentrums von Örnsköldsvik in der Provinz Västernorrlands län. Seit 1970 ist Själevad Teil des Tätorts Örnsköldsvik.
In Själevad ist der Sportverein Själevads IK beheimatet, dessen Frauenfußballmannschaft 2004 und 2005 in der höchsten schwedischen Spielklasse, der Damallsvenskan, spielte.

## Söhne und Töchter des Ortes
- Bo Berglund (* 1955), Eishockeyspieler
- Roger Hållander (* 1975), Freestyle-Skier
- Ulf Norberg (1941–2024), Skispringer
- Bror Östman (1928–1992), Skispringer
- Kjell Sjöberg (1937–2013), Skispringer

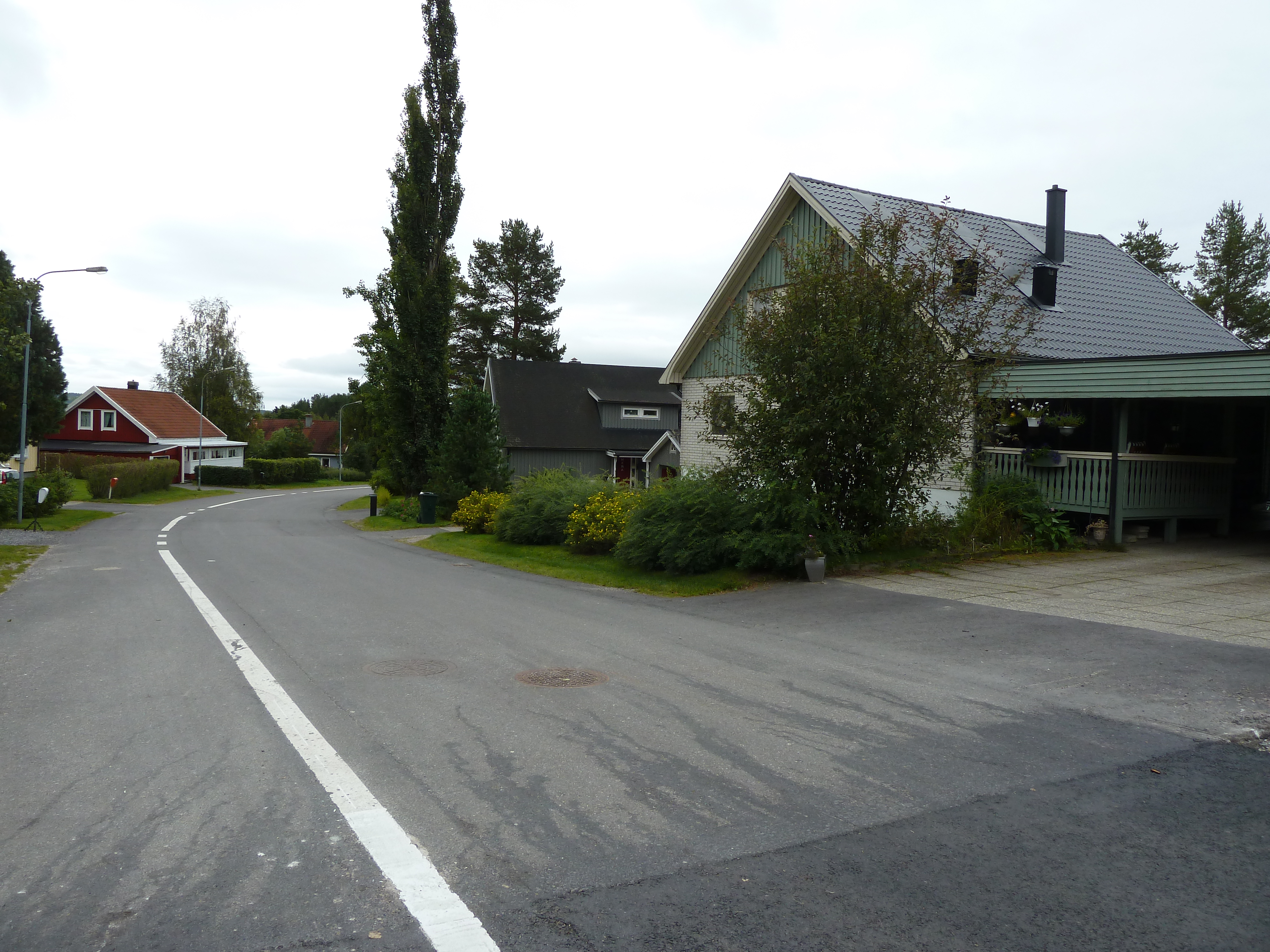
Wohnsiedlung in Själevad

- Magnus Westman (* 1966), Skispringer